# Karsenia koreana
Karsenia koreana  (лат.) — вид амфибий из семейства безлёгочных саламандр, в настоящее время единственный представитель рода Karsenia. Обитает в Азии. Был открыт американским учёным Стивеном Карсеном в 2005 году во время его работы в городе Тэджон.

## Описание
Небольшая саламандра (длина головы и туловища около 42 мм). Голова небольшая, умеренно широкая. На туловище от 14 до 15 реберных складок. Длина хвоста равна длине туловища. Хвост круглый у основания, становится более сжатым латерально к концу. Конечности и пальцы относительно короткие. Зубы небольшие, недифференцированные. Животные имеют примерно 45—50 челюстных зубов и 15—20 нёбных зубов.
Общие окраска тёмная, особенно на боках, на спине имеется красноватая или коричневатая полоса, которая тянется от рыла до хвоста. Брюхо серое, более светлое, чем боковые поверхности.

## Ареал
Эндемик средней части Корейского полуострова.

## Образ жизни
Данный вид обитает в сырых, поросших мохом местах, в известняковых пещерах и расщелинах, а также в лесном подлеске. Не зависит от наличия водоёмов.